# Девід О'Браєн (плавець)
Девід О'Браєн (англ. David O'Brien, 28 січня 1983) — британський плавець.
Учасник Олімпійських Ігор 2004 року.